# 尼玛岗峰
尼玛岗峰（藏語：ཉི་མ་སྒང་།，威利转写：nyi ma sgang，THL：Nyimagang，藏语拼音：Nyimagang）是位于中华人民共和国西藏自治区林芝市察隅县境内的一座山峰，是中华人民共和国民政部第三批增补藏南地区公开使用地名中的一个。该地位于中国与印度领土争议地区，实际位置位于印度阿鲁纳恰尔邦安娇县境内。